# Nick Jonas
Nicholas Jerry Jonas, bolje poznan kot Nick Jonas, ameriški filmski, gledališki in televizijski igralec, pevec, tekstopisec in glasbenik, * 16. september 1992, Dallas, Teksas, Združene države Amerike.
Najbolje je poznan kot eden izmed članov pop rock glasbene skupine Jonas Brothers, v kateri nastopa skupaj s svojima starejšima bratoma Joejem Jonasom in Kevinom Jonasom. Z glasbeno kariero je najprej začel on, vendar je njegov producent menil, da skupaj bratje zvenijo bolje. Trenutno na televizijski seriji JONAS, ki se vrti na Disney Channelu, igra Nicka Lucasa poleg svojih bratov. Nastopa tudi z bandom Nick Jonas and the Administration, katerega prvi glasbeni album bo izšel leta 2010.

## Zgodnje življenje
Nicholas Jerry Jonas se je rodil 16. septembra 1992 v Dallasu, Teksas, Združene države Amerike, kot sin Denise, bivše učiteljice jezikov in pevke ter Paula Kevina Jonasa st., glasbenika in bivšega posvečenega ministra in pastorja Apostolske cerkve. Vzgojen je bil v Wyckoff, New Jersey, skupaj z brati pa se je šolal doma, kjer jih je izobraževala njihova mama. Ima tudi starejša brata Paula Kevina Jonasa ml. in Josepha Adama Jonasa ter mlajšega brata Franklina Nathaniela Jonasa.
V starosti trinajst let so mu diagnosticirali sladkorno bolezen tipa 1 in nosi insulinsko črpalko OmniPod, da mu pomaga obvladovati bolezen.
On in njegovi bratje imajo italijanske, nemške in irske korenine (ena izmed njihovih babic je Irka).

## Igranje

### Broadway
Igralska kariera Nicka Jonasa se je začela, ko so ga v starosti šest let odkrili v brivnici, med tem, ko je bila njegova mama pri frizerju. V starosti sedem let je že nastopal v Broadwayskem gledališču. Igral je v gledaliških igrah, kot so Božična pesem (leta 2000 je igral Tiny Tima, v starosti osem let pa je upodobil Scroogea), Annie Get Your Gun (leta 2001 je igral malega Jacka), Lepotica in zver (v letu 2002 je upodobil Chipa) in Nesrečniki (leta 2003 je zaigral Gavrochea). Po tem, ko so se Nesrečniki nehali izvajati, je igral v muzikalu Moje pesmi, moje sanje upodobil Kurta, igra pa se je predvajala v gledališču Paper Mill Playhouse.

### Televizija
17. avgusta 2007 je Nick Jonas skupaj z bratoma Joejem in Kevinom Jonasom igral v epizodi Disneyjeve televizijske serije Hannah Montana, natančneje v epizodi, naslovljeni kot "Me and Mr. Jonas and Mr. Jonas and Mr. Jonas". Epizoda se je prvič predvajala po premieri filma Srednješolski muzikal 2 in televizijski seriji Phineas in Ferb. Epizoda je podrla več rekordov, saj jo je gledalo več kot 10,7 milijonov gledalcev.
Nick Jonas in njegova brata, Kevin in Joe, so posneli Disneyjev televizijski film, imenovan Camp Rock. V filmu so dobili vlogo vseh treh članov glasbene skupine "Connect Three." Joe Jonas je dobil glavno moško vlogo in hkrati tudi vlogo glavnega pevca v bandu, "Shanea Graya", Nick Jonas je dobil vlogo "Natea", kitarista iz banda, Kevin Jonas pa vlogo "Jasona", ki je imel v bandu tudi vlogo kitarista. Soundtracki za film so izšli 17. junija 2008. Film se je v Kanadi in Združenih državah Amerike premierno predvajal 20. junija tistega leta in sicer v ZDA na kanalu Disney Channel, v Kanadi pa na kanalu Family.
Kratka resničnostna serija, Jonas Brothers: Living the Dream, se je na Disney Channelu začela predvajati 16. maja 2008. Serija, ki se je predvajala vse do 5. septembra tistega leta, je dokumentirala življenje bratov na njihovi turneji, imenovani Look Me In The Eyes Tour.
Nick Jonas in njegovi bratje, Kevin, Frankie in Joe, kot Jonas Brothers trenutno snemajo televizijsko serijo, naslovljeno kot JONAS. Serija govori o članih pop glasbene skupine, ki si želijo zaživeti normalno življenje. Serija se na Disney Channelu predvaja že od 2. maja 2009.
Bratje Nick, Kevin in Joe Jonas so posneli tudi nadaljevanje televizijskega filma iz leta 2008, Camp Rock, ki so ga naslovili kot Camp Rock 2: The Final Jam. Film bo izšel leta 2010, v njem pa se bo pojavil tudi njihov mlajši brat, Frankie Jonas.

## Petje

### Samostojna kariera
Nick Jonas je rad prepeval že od otroških let. Leta 2002 je za gledališko igro Lepotica in zver, v kateri je igral tudi sam, Nick s pomočjo svojega očeta napisal pesem "Joy to the World (A Christmas Prayer)." Skupaj z vokali iz ozadja je s pesmijo nastopil na Broadwayski prireditvi "Equity Fights AIDS" leta 2002, pesem sama pa je izšla v glasbenemu albumu Broadway's Greatest Gifts: Carols for a Cure, Vol. 4. V novembru naslednjega leta, leta 2003, je založba INO Records prejela kopijo pesmi "Joy To The World (A Christmas Prayer)." Založba je pesem izdala na radiu Christian radio, kaj kmalu pa je pesem postala zelo popularna tudi na Record & Radio's Christian Adult Contemporary Chart. Med tem, ko je Nick Jonas delal na svojem samostojnem glasbenem projektu, se je njegov starejši brat Joe odločil, da mu bo sledil in se pojavil v Broadwayski igri La Boheme v produkciji Baza Lurhmanna.
V septembru 2004 je založba Columbia Records odkrila Nickovo pesem. Nick Jonas je malo za tem podpisal pogodbo z obema založbama, z INO Records in Columbia Records ter izdal singl "Dear God". Njegov naslednji singl, "Joy to the World (A Christmas Prayer)" (nova samostojna izdaja), je izšel 16. novembra tistega leta. Temu naj bi v decembru sledil njegov prvi glasbeni album, imenovan Nicholas Jonas, vendar so izid albuma prestavili. Ko je album izšel, so ga izdali v omejeni izdaji. Nick je skupaj z Joejem in Kevinom sam napisal več pesmi za album.
Zgodaj leta 2005 je novi direktor založbe Columbia Records, Steve Greenberg, ponovno poslušal Nickov posnetek. Kljub temu, da Greenberg ni maral Nickovega albuma, mu je bil všeč njegov glas.
Nick Jonas trenutno dela na projektu "Nick Jonas and the Administration", ki pa ni povezan s skupino Jonas Brothers. Prvi album glasbene skupine Nick Jonas and the Administration bo izšel zgodaj letos (2010). Kevin Jonas je o skupini spregovoril za revijo Popstar!: "Nick je skupaj z The Administration izdal novo verzijo naše pesmi 'Tonight'. Je naravnost čudovita! Komaj čakam, da slišim še ostale posnetke. Vsi smo se zelo veselili tega projekta." Člani skupine Nick Jonas and the Administration so že potrjeni: Tommy Barbarella na klaviaturah, Michael Bland na bobnih, John Fields na basu in David Ryan Harris na kitari. Kljub temu, da je David Ryan Harris igral kitaro na snemanju albuma Who I Am, ni mogel oditi na turnejo, zato ga je nadomestil Sonny Thompson.
V januarju 2010 je Nick Jonas skupaj s svojo skupino The Administration začel s turnejo Who I Am Tour. To je bila njegova prva turneja, na katero se je odpravil brez svojih bratov. Turneja se je začela 2. januarja 2010 v Dallasu, Teksas in končala 30. januarja istega leta v Berkeley, Kalifornija.

### Jonas Brothers
Potem, ko so se spoznali z brati Jonas in slišali njihovo pesem "Please Be Mine", ki so jo napisali in z njo nastopali sami, se je založba Daylight/Columbia Records odločila, da bo s trojico podpisala pogodbo kot z glasbeno skupino. Potem, ko so podpisali pogodbo z založbo Columbia, so se bratje poimenovali "Sons of Jonas", kasneje pa ime skupine spremenili v "Jonas Brothers".
It's About Time, njihov prvi skupni glasbeni album, je izšel 8. avgusta 2006. Menedžer banda je povedal, da je bil album izdan v omejeni izdaji, samo nekaj čez 50.000 kopij. Ker založba Sony ni pokazala zanimanja, da bi glasbeno skupino promovirala tudi v prihodnosti, so Jonas Brothers prekinili pogodbo z njimi in zamenjali založbo. Sodelovanje z založbo Columbia Records so prekinili zgodaj leta 2007.
Po tem, ko so ostali brez založbe, so bratje podpisali pogodbo z založbo Hollywood Records v februarju 2007. Ob približno istem času so se bratje začeli pojavljati v reklamah za stekleničke za dojenčke, kjer so nastopali s petjem. Njihov drugi glasbeni album, Jonas Brothers, je izšel 7. avgusta 2007. Dosegel je peto mesto na lestvici Billboard 200 v prvem tednu. Prodal je okoli 3 milijonov kopij po vsem svetu.
Njihov tretji album, A Little Bit Longer, je izšel 12. avgusta 2008 in prodal več kot 2 milijona kopij po vsem svetu. Jonas Brothers so bili skupaj s skupinama Coldplay in AC/DC uvrščeni na deveto mesto na lestvici "najbogatejših glasbenih skupin", saj so s svojim delom zaslužili več kot 62 milijona dolarjev.
Njihov četrti glasbeni album, Lines, Vines and Trying Times, je izšel 15. junija 2009.

## Turneje Nick Jonas & The Administration
V januarju 2010 je skupina Nick Jonas & The Administration začela s turnejo Who Am I Tour, ki je promovirala njihov prvi glasbeni album, Who I Am. Razen določenih posebnih dogotkov, na katerih sta se pojavila tudi Kevin in Joe Jonas je bila to prva turneja, na katero se je Nick Jonas odpravil brez svojih bratov.

## Zasebno življenje
Miley Cyrus je povedala, da je z Nickom Jonasom hodila od junija 2006 do decembra 2007. Potrdila je, da sta bila "zelo zaljubljena" in da sta z razmerjem začela malo po tem, ko sta se spoznala.
Nick Jonas je tudi velik oboževalec bejzbola in da navija za moštvo New York Yankees.
Njegova najljubša igralca naj bi bila Matt Long in Keri Lynn Pratt, njegovi najljubši glasbeni izvajalci pa Stevie Wonder, Fall Out Boy, Johnny Cash, Elvis Costello in Switchfoot.
Vsi trije, Nick, Joe in Kevin Jonas, nosijo prstane, ki po besedah Joeja Jonasa "simbolizirajo naše obljube sebi in Bogu, da bomo ostali čisti do poroke." Nick Jonas je povedal, da so prstani "samo eden izmed naših načinov, da se razlikujemo od vseh ostalih." Prstane naj bi začeli nositi, ko so jih njihovi starši, Kevin st. in Denise vprašali, če bi jih radi imeli. Bratje naj bi se vzdržali tudi alkohola, kajenja in ostalih drog.
Pravi, da je evangeličanske vere. Nekoč je dejal: "Ni važno, če vas svet vleče navzdol. S Kristusom imaš vse."

## Dobrodelna dela
Nick Jonas je začel z organizacijo Change for the Children Foundation. Je solastnik petih različnih dobrodelnih ustanov, katerih cilj je zbrati denar, da bi pomagali otrokom s sladkorno boleznijo. Potrdil je tudi, da podpira Children's National Medical Center v Washingtonu, D.C., ki skrbi za ljudi s sladkorno boleznijo.
Od 6. avgusta 2008 je solastnik organizacije Bayer Diabetes Care tudi Nick Jonas kot ambasador sladkorne bolezni, ki je promoviral idejo, da bi mladi ljudje obvladovali svojo sladkorno bolezen; sam je bil diagnosticiran kot diabetik pri trinajstih letih. Nick je pričal na ameriškem senatu, da bi promoviral raziskave sladkorne bolezni.

## Diskografija

### Solo albumi
| Leto | Ustvarjalec                       | Album                  |
| ---- | --------------------------------- | ---------------------- |
| 2004 | Nick Jonas                        | Nicholas Jonas (album) |
| 2010 | Nick Jonas and the Administration | Who I Am               |

### Solo singli
| 2009                                              | "Who I Am" | 73 | 48 | Who I Am |
| 2010                                              | "Stay"     | —  | —  | Who I Am |
| "—" označuje, da se singl ni uvrstil na lestvico. |            |    |    |          |

### Ostale pesmi
| Leto | Naslov                                                           | Dosežki | Album       |
| Leto | Naslov                                                           | U.S.    | Album       |
| ---- | ---------------------------------------------------------------- | ------- | ----------- |
| 2008 | "We Rock" (skupaj z igralsko ekipo filma Camp Rock)              | 30      | Camp Rock   |
| 2008 | "Play My Music"                                                  | 18      | Camp Rock   |
| 2009 | "Send It On" (skupaj z Demi Lovato, Seleno Gomez in Miley Cyrus) | 20      | Brez albuma |
| 2009 | "Bounce" (skupaj z Demi Lovato in "Big Robom")                   |         | Brez albuma |
| 2010 | "We Are the World 25 for Haiti"                                  | 2       | Brez albuma |

## Filmografija
| Filmi                                   | Filmi                                     | Filmi      | Filmi                                                                 |
| Leto                                    | Naslov                                    | Vloga      | Opombe                                                                |
| --------------------------------------- | ----------------------------------------- | ---------- | --------------------------------------------------------------------- |
| 2007                                    | Johnny Kapahala: Spet v igri              | Pisatelj   | Televizijski film                                                     |
| 2008                                    | Best of Both Worlds Concert               | On         | 3D koncertni film                                                     |
| 2008                                    | Camp Rock                                 | Nate       | Televizijski film                                                     |
| 2009                                    | Jonas Brothers: The 3D Concert Experience | On         | 3D koncertni film                                                     |
| 2009                                    | Band in a Bus                             | On         | Resničnostni DVD                                                      |
| 2009                                    | Noč v muzeju 2                            | Angel      | Film                                                                  |
| 2010                                    | Camp Rock 2: The Final Jam                | Nate       | Televizijski film; končano                                            |
| Televizijske serije                     |                                           |            |                                                                       |
| Leto                                    | Naslov                                    | Vloga      | Opombe                                                                |
| 2008 - danes                            | Jonas Brothers: Living the Dream          | On         | Resničnostna serija                                                   |
| 2009 - danes                            | JONAS                                     | Nick Lucas | Disney Channel                                                        |
| Stranski pojavi v televizijskih serijah |                                           |            |                                                                       |
| Leto                                    | Naslov                                    | Vloga      | Opombe                                                                |
| 2007                                    | Hannah Montana                            | Himself    | "Me and Mr. Jonas and Mr. Jonas and Mr. Jonas" (sezona 2, epizoda 16) |
| 2008                                    | Disney Channel Games 2008                 | On         | Tretja obletnica                                                      |
| 2008                                    | Studio DC: Almost Live                    | On         | Druga sezona                                                          |
| 2008                                    | Popolna preobrazba doma                   | On         | "The Akers Family" (sezona 6, epizoda 2)                              |
| 2008                                    | Disney Channel's Totally New Year 2008    | On         |                                                                       |
| 2009                                    | Saturday Night Live                       | On         | Epizoda 14. februar 2009                                              |
| 2009                                    | The Grammy Nominations Concert Live!      | On         | Epizoda 14. februar 2009                                              |